# Cystacanthus affinis
Cystacanthus affinis är en akantusväxtart som beskrevs av W. W. Smith. Cystacanthus affinis ingår i släktet Cystacanthus och familjen akantusväxter. Inga underarter finns listade i Catalogue of Life.